# خانقاه بفراجرد
خانقاه بفراجرد روستایی است که در استان اردبیل، شهرستان خلخال، بخش مرکزی، دهستان خانندبیل شرقی قرار دارد.

## جمعیت و اب هوا
بر اساس سرشماری سال ۱۳۸۵ جمعیت این روستا ۸۹۳ نفر با ۱۹۶ خانوار بوده‌است.
این روستا دارای چشمه سارهای زیبا و معدنی می‌باشد.